# Макс фон Боен
Макс Фердинанд Карл фон Боен (нім. Max Ferdinand Karl von Boehn; нар. 16 серпня 1850, Бромберг — пом. 18 лютого 1921, Зоммерфельд) — німецький воєначальник прусської армії, генерал-полковник німецької імперської армії. Учасник французько-прусської та Першої світової воєн.

## Біографія
Макс Фердинанд Карл фон Боен народився 16 серпня 1850 року у прусському місті Бромберг. Його батько прусський генерал-лейтенант Юліус Генріх фон Боен (1820—1893) та мати Луїза Джозефа (1830−1883) належали до аристократичної померанської родини фон Боенів. Молодший брат Макса, Ганс, також присвятив себе службі в армії, ставши генералом кавалерії. Дядько прусський генерал від інфантерії Октавіо фон Боен командував VI армійським корпусом.
6 грудня 1867 року Макс фон Боен поступив на військову службу до 3-го гвардійського полку прусської армії в Ганновері. Потім продовжував службу в різних частинах. У часи французько-прусської війни бився у складі 76-го Гамбурзького піхотного полку (2-го Ганзейського), брав участь в облозі Меца, Туля, Парижа, змагався у боях при Дре, Беллемі. В битві біля Луаньї-Пупрі дістав поранення. Був відзначений нагородами.
Після війни продовжував службу на командних та штабних посадах, навчався у різнорідних закладах для підвищення професійної кваліфікації та набуття навичок. З липня 1890 року ад'ютант командування Гвардійського корпусу. 27 січня 1892 року став командиром фузилерного батальйону 1-го гвардійського імператора Александра гренадерського полку.
З 18 листопада 1895 року оберст та командир 76-го Гамбурзького піхотного (2-го Ганзейського) полку. З 16 червня 1901 року командир 9-ї піхотної бригади, генерал-майор. 22 квітня 1905 року очолив 18-ту дивізію у Фленсбурзі з одночасним присвоєнням звання генерал-лейтенанта.
1 вересня 1909 року Макс фон Боен отримав звання генерал від інфантерії, незабаром став комендантом Фортеці Ульм. 21 вересня 1912 року вийшов на пенсію. Жив у Наумбурзі.

### Перша світова війна
З початком мобілізації напередодні Першої світової війни Макс фон Боен був відновлений генералом від інфантерії та призначений командиром IX резервного корпусу. Спочатку її іменували Північна армія, головним завданням якої була охорона узбережжя в Шлезвіг-Гольштейні, а також захист стратегічно важливого каналу Кайзера Вільгельма від можливого вторгнення з північного напрямку. Після того, як ці початкові страхи були визнані безпідставними, 23 серпня 1914 року корпус передислокували до Бельгії. Корпус вступив у бій в районі Мехелена та поблизу фортеці Термонде. 14 вересня корпус фон Боена вийшов до Нуайона і продовжив наступ у напрямку Карлепона. У жовтні 1914 року фронт більш-менш стабілізувався між Руа та Нуайоном, після чого відбулися поодинокі бої поблизу Локура. У січні 1915 року IX резервний корпус брав участь у битві при Суассоні.
У подальшому генерал фон Боен бився на Західному фронті. З серпня до вересня 1915 року виконував обов'язки заступника командувача 1-ї армії. Участь у боях у Фландрії, в Артуа, під Верденом, за Живанші. З липня 1916 року IX резервний корпус брав участь у битві на Соммі. 24 серпня 1916 року за вміле керівництво військами генерал Макс фон Боен був удостоєний Pour le Mérite.
4 лютого 1917 року Боен очолив створену на основі його корпусу армійську групу «C». 11 березня 1917 року його призначено командувачем 7-ї армії. У складі групи армій кронпринца Німеччини 7-ма армія брала участь у Другій битві на Ені. 20 травня 1917 року фон Боен удостоєний дубового листя до Pour le Mérite.
21 березня 1918 року Імперська армія Німеччини розпочала стратегічну наступальну операцію, так званий Весняний наступ. Наступного дня Максу фон Боену було присвоєне звання генерал-полковник. Поступово німецький наступ загальмувався, не досягнувши визначеної мети, кайзерівська армія перейшла до позиційної оборони на захоплених рубежах. Якісь час вона стримувала контрнаступальні операції війська Антанти, але врешті-решт під ударами союзників німці почали відступати майже по всьому фронту.
6 серпня 1918 року генерал-полковник Макс фон Боен став головнокомандувачем групи армій, що носила його ім'я. З 12 серпня група армій «Боен» у складі 2-ї, 9-ї та 18-ї армій утримувала оборону по рубежу лінії Гінденбурга в південному Артуа між річками Уаза і Сомма. 8 жовтня 1918 року, зазнавши нищівної поразки від військ противника, група армій була розформована і Боен знову очолив свою 7-му армію, що билася до кінця війни й повної капітуляції Німецької імперії.
18 лютого 1921 року Макс фон Боен помер у Зоммерфельді. Похований він був на Інваліденфрідгоф у Берліні.

## Нагороди
- Залізний хрест 2-го класу зразка 1870 року.
- Імперська військова медаль 1870/71
- Ювілейна застібка «25» до Залізного хреста 2-го класу (1895)
- Столітня медаль (1897)
- Хрест «За вислугу років» (Пруссія) (1902)
- Орден Заслуг герцога Петра-Фрідріха-Людвіга, почесний великий хрест (жовтень 1905)
- Орден Корони (Пруссія) різноманітних класів
  - 1-го класу (17 січня 1909)
- Орден Фрідріха (Вюртемберг), великий хрест (1911)
- Орден Червоного орла різноманітних класів
  - Великий хрест з дубовим листям і мечами (грудень 1917)
- Хрест «За військові заслуги» (Мекленбург-Шверін)
  - 2-го класу
  - 1-го класу (24 грудня 1914)
- Ганзейський Хрест (Любек) (2 січня 1915)
- Застібка до Залізного хреста 2-го класу зразка 1870 року
- Залізний хрест 1-го класу зразка 1914 року
- Королівський орден дому Гогенцоллернів, командорський хрест із зіркою та мечами (1915)
- Pour le Mérite з дубовим листям
  - Орден (24 серпня 1916)
  - Дубове листя (20 травня 1917)
- Орден «За військові заслуги» (Баварія) 1-го класу з мечами (22 лютого 1917)
- Орден Чорного орла (1918)